# Neastacilla kanowna
Neastacilla kanowna là một loài chân đều trong họ Arcturidae. Loài này được King miêu tả khoa học năm 2003.